# Grüneburgweg (metrostation)
Grüneburgweg is een ondergronds station van de U-Bahn in Frankfurt am Main gelegen in het stadsdeel Nordend.
Het ligt op het A-traject en wordt bediend door de U-Bahn-lijnen U1, U2, U3 en U8.